# Феодор (митрополит Киевский)
Митрополит Феодор (умер в 1163 году) — митрополит Киевский и всея Руси (1161—1163).
По происхождению грек. В августе 1161 года поставлен митрополитом Киевским и всея Руси по ходатайству нового киевского князя Ростислава (с 12 апреля 1159 года), чтобы покончить с неурядицами в церковной жизни, произошедшие в период Климента Смолятича и Константина I. Случившаяся в это время смерть митрополита Константина облегчила новое назначение. Феодор прибыл в Киев в августе 1160 года.
Феодор выступил посредником при примирении Ростислава Киевского с черниговским князем в 1161 году. Вероятно, Феодор участвовал также в разрешении спорного вопроса о постах в господские праздники (так называемая «леонтинианская ересь»)
Скончался в 1163 году.